# Philipp Schmid
Pour les articles homonymes, voir Schmid.
Philipp Schmid, né le 7 mai 1986 à Lindenberg im Allgäu, est un skieur alpin allemand.

## Biographie
Il débute en Coupe du monde en mars 2008 au slalom de Kranjska Gora. Il marque ses premiers points deux ans plus tard au même endroit avec une 20e place.
Il obtient son meilleur résultat en novembre 2012 à Levi où il est dixième du slalom.
Il a reçu deux sélections aux Championnats du monde en slalom, ne terminant pas la course en 2013 et se classant 17e en 2015.
Il prend sa retraite sportive à l'issue de la saison 2017-2018.

## Palmarès

### Championnats du monde
| Épreuve / Édition | Schladming 2013 | Vail - Beaver Creek 2015 |
| Slalom            | Abandon         | 17e                      |

### Coupe du monde
- Meilleur classement général : 101e en 2013.
- Meilleur résultat individuel : 10e.

#### Différents classements en Coupe du monde
| Année/Classement | Général | Général | Descente | Descente | Slalom géant | Slalom géant | Slalom | Slalom | Super G | Super G | Combiné | Combiné |
| Année/Classement | Class.  | Points  | Class.   | Points   | Class.       | Points       | Class. | Points | Class.  | Points  | Class.  | Points  |
| ---------------- | ------- | ------- | -------- | -------- | ------------ | ------------ | ------ | ------ | ------- | ------- | ------- | ------- |
| 2011             | 146e    | 11      | -        | -        | -            | -            | 52e    | 11     | -       | -       | -       | -       |
| 2012             | 112e    | 19      | -        | -        | -            | -            | 41e    | 19     | -       | -       | -       | -       |
| 2013             | 101e    | 26      | -        | -        | -            | -            | 41e    | 26     | -       | -       | -       | -       |
| 2015             | 118e    | 18      | -        | -        | -            | -            | 40e    | 18     | -       | -       | -       | -       |
| 2017             | 144e    | 7       | -        | -        | 54e          | 7            | -      | -      | -       | -       | -       | -       |
| 2018             | 149e    | 6       | -        | -        | 53e          | 6            | -      | -      | -       | -       | -       | -       |

### Coupe d'Europe
- 4 podiums.